# VTR Open 2013

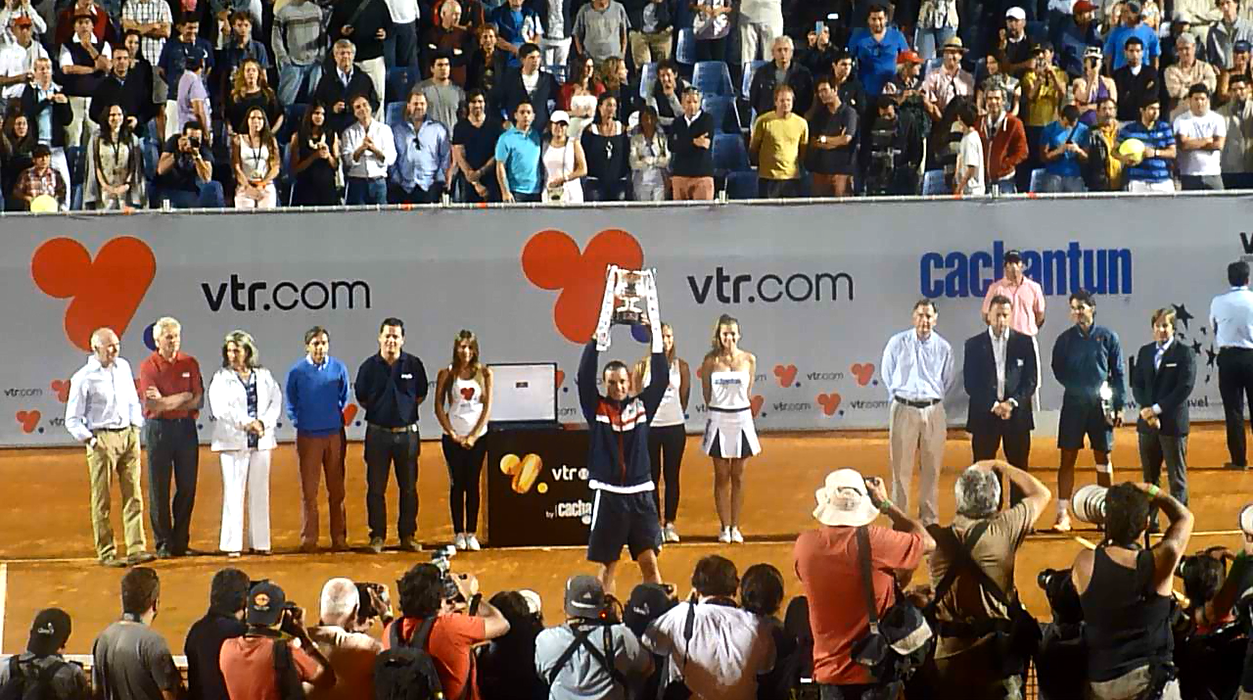
Horacio Zeballos, vincitore del titolo singolare maschile

Il VTR Open 2013 è stato un torneo di tennis giocato sulla terra rossa nella categoria ATP World Tour 250 series nell'ambito dell'ATP World Tour 2013. È stata la 20ª edizione del Movistar Open. Si è disputato a Viña del Mar in Cile dal 2 al 10 febbraio 2013.

## Partecipanti

### Teste di serie
| Nazionalità | Giocatore            | Ranking* | Testa di serie |
| ----------- | -------------------- | -------- | -------------- |
| Spagna      | Rafael Nadal         | 5        | 1              |
| Argentina   | Juan Mónaco          | 12       | 2              |
| Francia     | Jérémy Chardy        | 25       | 3              |
| Spagna      | Pablo Andújar        | 45       | 4              |
| Spagna      | Albert Ramos Viñolas | 51       | 5              |
| Italia      | Paolo Lorenzi        | 62       | 6              |
| Spagna      | Daniel Gimeno Traver | 66       | 7              |
| Argentina   | Carlos Berlocq       | 69       | 8              |

* Ranking al 28 gennaio 2013.

### Altri partecipanti
I seguenti giocatori hanno ricevuto una wildcard per il tabellone principale:
- Cristian Garín
- Nicolás Massú
- Rafael Nadal

I seguenti giocatori sono passati dalle qualificazioni: 

- Federico Delbonis
- Dušan Lajović
- Gianluca Naso
- Diego Schwartzman

## Campioni

### Singolare
Horacio Zeballos ha sconfitto in finale  Rafael Nadal per 6(2)–7, 7–6(6), 6-4.
- È il primo titolo in carriera per Zeballos.

### Doppio
Paolo Lorenzi /  Potito Starace hanno sconfitto in finale  Juan Mónaco /  Rafael Nadal per 6–2, 6–4.